# Thottea hainanensis
Thottea hainanensis là một loài thực vật có hoa trong họ Aristolochiaceae. Loài này được (Merr. & Chun) Ding Hou miêu tả khoa học đầu tiên năm 1981.